# Севен-Філдс (Пенсільванія)
Севен-Філдс (англ. Seven Fields) — місто (англ. borough) в США, в окрузі Батлер штату Пенсільванія. Населення — 2919 осіб (2020).

## Географія
Севен-Філдс розташований за координатами 40°41′12″ пн. ш. 80°3′50″ зх. д. / 40.68667° пн. ш. 80.06389° зх. д. (40.686721, -80.063905).  За даними Бюро перепису населення США в 2010 році місто мало площу 2,09 км², уся площа — суходіл.

## Демографія
Згідно з переписом 2010 року, у селищі мешкало 2887 осіб у 1186 домогосподарствах у складі 785 родин. Густота населення становила 1384 особи/км².  Було 1238 помешкань (594/км²).
Расовий склад населення:
| - 93,0 % — білих - 2,9 % — азіатів - 2,2 % — чорних або афроамериканців |

До двох чи більше рас належало 1,7 %. Частка іспаномовних становила 1,7 % від усіх жителів.
За віковим діапазоном населення розподілялося таким чином: 27,1 % — особи молодші 18 років, 66,4 % — особи у віці 18—64 років, 6,5 % — особи у віці 65 років та старші. Медіана віку мешканця становила 36,3 року. На 100 осіб жіночої статі у селищі припадало 95,5 чоловіків;  на 100 жінок у віці від 18 років та старших — 93,7 чоловіків також старших 18 років.
Середній дохід на одне домашнє господарство  становив 124 680 доларів США (медіана — 102 470), а середній дохід на одну сім'ю — 146 125 доларів (медіана — 124 750). Медіана доходів становила 88 750 доларів для чоловіків та 49 489 доларів для жінок. За межею бідності перебувало 1,0 % осіб, у тому числі 0,7 % дітей у віці до 18 років та 2,4 % осіб у віці 65 років та старших.
Цивільне працевлаштоване населення становило 1718 осіб. Основні галузі зайнятості: освіта, охорона здоров'я та соціальна допомога — 26,0 %, виробництво — 13,9 %, науковці, спеціалісти, менеджери — 13,4 %.